# Ива, Кайа
Кайа Ива (эст. Kaia Iva) (28 апреля 1964, Тюри, Ярвамаа — 2 ноября 2023) — эстонский педагог средней школы, политический деятель, министр социальной защиты (2016—2019).

## Биография
Родилась в Тюри. Окончила среднюю школу в Ныо (1981) и Таллинский педагогический институт (1986) по специальности учитель физики и математики.
Работала учителем и завучем во 2-й средней школе Тюри, заведующей Ярвамааским филиалом фирмы Nordika Kindlustus, заведующей рекламным отделом компании Ярва Театаи Кирьястусе.
С 1999 по 2019 год член партии Исамаалийт (с 2006 года Isamaa — Отечество). С 2002 по 2005 год мэр Тюри. В 2005—2007 гг. заведующая отделом продаж фирмы Мяо Клаас.
В 2007—2011 и в 2011—2015 годах депутат XI и XII Рийгикогу, в 2011—2015 годах председатель парламентской фракции партии Isamaa.
После провала на выборах 2015 года вернулась в Тюри, работала заведующей детским садом.
С 23 ноября 2016 по 29 апреля 2019 года министр социальной защиты в коалиционном правительстве Юрия Ратаса. В 2017 году безуспешно баллотировалась на пост председателя партии Isamaa — Отечество.
В декабре 2019 года вышла из партии, выступив против пенсионной реформы.
В 2019—2021 годах руководитель отдела образования, культуры и социального обеспечения самоуправления Тюри.
В 2021/2022 учебном году работала учителем математики в начальной школе Кяру, а с января по июнь 2023 года — в средней школе Тюри.
Умерла 02.11.2023 после тяжёлой продолжительной болезни (онкология). Похоронена на Kõrgessaare cemetery в деревне Тори недалеко от Тюри в Ярвамаа.